# Marcos de Sepúlveda
Marcos de Sepúlveda (Toledo, siglo XVI - Salamanca, 1620) fue un sacerdote católico, trinitario calzado, físico, profesor y escritor español.

## Biografía
Marcos Sepúlveda procedía de la provincia de Toledo, donde cursó sus primeros estudios. Ingresó a la Orden Trinitaria, donde profesó sus votos y fue ordenado sacerdote. Era conocido por sus dotes intelectuales y su capacidad de persuasión. Estudió la teología en el colegio de su ciudad natal, adscrito a la Real Universidad de Toledo y se graduó en Artes en 1593. Hizo oposiciones a cátedra y ganó la de física. Fue catedrático de Súmula en la Universidad de Salamanca. Por su fama de predicador se hizo cargo durante seis años consecutivos, en Toledo, de los sermones de la batalla naval de Lepanto. Durante su ausencia fue remplazado en la cátedra por el también trinitario Simón de Rojas.
Sepúlveda dedicó la mayor parte de su vida a la academia. Falleció en 1620 y fue enterrado en el colegio de los trinitarios de Salamanca. Dejó muchos escritos en todas las facultades donde trabajó.